# Хаджи-Мурат
Хаджи́-Мура́т Ава́рский (авар. Хунзахъа ХӀажимурад; ок. 1818 — 5 мая 1852) — аварский вождь и военачальник, наиб и мудир имама Шамиля и его «правая рука» в Дагестане. Уроженец Хунзаха (Дагестан), молочный брат аварских ханов. Персонаж одноимённой повести Льва Толстого. Национальный герой аварского народа. Перешёл от имама Шамиля на сторону царской России в Кавказской войне.

## Биография

### Первые годы

#### Происхождение. Детство и юность
Дата его рождения неизвестна, но по сопоставлению многих событий и фактов, в том числе, что он был младше аварского Абу-Султан-Нуцал-Хана и чуть старше его брата Умма-хана, возраст которых приблизительно известен, можно сделать вывод, что родился Хаджи Мурат между 1816 и 1818 годами. Скорее всего, эта дата ближе к первой, поскольку его сын Гулла в воспоминаниях о событиях 1834 года говорит, что отец к тому времени был уже женат, то есть можно предположить — ему приблизительно было 18 лет. «Известно, что его дед Асланбек или Османил Гаджияв, отец Гитино-Магомед, брат Осман, сестра, двоюродные и троюродные братья, его род „тавулал“ и сегодняшние потомки живут в Хунзахе».
О его детстве и юности мало что известно. Родители его были из простых узденей, мать была кормилицей ханов, а сам Хаджи-Мурат и его старший брат Осман были близкими сверстниками ханских сыновей, это, бесспорно, сыграло немаловажную роль в формировании его взглядов и характера. С детства он не любил людей самовлюблённых, хвастливых и сам в последующем не любил говорить о своих подвигах. В этом плане показательно предание, что однажды Хаджи-Мурат вместе с ханскими детьми и сверстниками ходили в местечко Игилраал охотиться на куропаток. Какой-то всадник, увидев их, пустил коня вскачь, хотя до этого ехал спокойно. Хаджи-Мурат, оставив на утёсах своих товарищей, побежал вниз на дорогу, выскочив перед всадником, за узду остановил коня и повелел ему слезть. Затем, молча, не оглядываясь, за уздечку повёл коня, а всадник за ним шёл пешком на некотором расстоянии, Хаджи-Мурат вернул ему коня, сказал, что удальство своё не следует ставить напоказ и ушёл, оставив ошарашенного «джигита», всего обвешанного оружием.
Хотя по рассказу знатока хунзахской старины М.-С. Д. Саидова, служившая ханам хунзахская фамилия Тавулал, к которой принадлежал Хаджи-Мурат, происходила из сел. Мехельта — первоначального местопребывания князей Турловых, являвшихся ветвью рода хунзахских ханов.
Хаджи-Мурат в малолетстве изучал Коран, Мухтасар и Тафсир. Читать и писать он мог только на одном аварском языке, то есть «ажаме» (аварском арабским алфавитом), других языков не знал. Работал в своём хозяйстве, исполняя все крестьянские работы, и тем прокармливался. С молодых лет любил лошадей и оружие, ездил верхом в полном вооружении.
Детство его совпало с начальным этапом Кавказской войны против Ермолова под руководством дагестанских владетелей, а юность с зарождающейся борьбой имамов против русского проникновения в Северо-Восточный Кавказ. В этих условиях Аварское ханство, оказавшись между двумя огнями, вело политику сохранения своего независимого положения и от одной и с другой стороны, то есть политику «вооружённого нейтралитета», если употребить современные термины. Он и его сверстники оказались в близком окружении высших политических кругов Аварского ханства, где шли оживлённые дискуссии о выборе путей разрешения этих жизненных проблем. Ему было чуть больше 11 лет, когда Гази-Магомед с мюридами обложили Хунзах. В этой битве он потерял отца, и вряд ли это вызвало в нём симпатии к мюридам. Зато такая жизнь научила Хаджи Мурата отстаивать свои позиции, постоять за себя и соратников. Бесстрашие перед любыми трудностями, удальство и находчивость, умение быстро принимать решения в самых сложных и безвыходных ситуациях становились характерными его чертами.
Говорят, на вопрос: «когда ты понял, что не боишься?», уже будучи взрослым, Хаджи Мурат ответил: «Когда глухой ночью дед послал меня за конём в Бакда (место выпаса) и босой наступил на что-то мягкое и пушистое. Я мигом опустил руку и взял это в руки. Оказалось, заяц, которого я держал за уши. Это был мой первый смелый поступок». Характер его поступков, его поведение в той или иной ситуации того периода нужно видеть в позиции хунзахского общества, той общественной психологии столицы Аварского ханства, оказавшейся объектом политической борьбы русского военного командования и дагестанских имамов. Для успеха обеих сторон, горная Авария, оставшаяся островком недосягаемости, приобретала особое значение.

#### Захват Хунзаха Гамзат-Беком
13 августа 1834 года старший брат Хаджи-Мурада, Осман, был в числе тех, кто сопровождал ханов Абу-Нуцала и Уммахана к имаму Гамзат-беку. Когда Осман вышел из палатки, где проходили переговоры, один из мюридов Гамзата передал Осману, что делегацию пригласили для того, чтобы их убить и посоветовал вернуться домой. — «Иначе ты будешь убит!» сказал он. Осман стал думать над тем, как спасти себя и своих товарищей, но придумать ничего не мог, сел верхом на свою лошадь и помчался домой, оставив товарищей.
По дороге домой Осман услышал прозвучавшие выстрелы и понял, что с ханами случилась беда. Итак, 13 августа 1834 года свершилось желание Гамзат-Бека: аварских ханов не стало. Из приехавших с ними почётных жителей и нукеров уцелели немногие. Они принесли в Хунзах горестную весть об убийстве, что повергло в печаль ханшу и народ. В тот же день Паху-Бике и ханша Хистаман-Бике, лишившиеся защитников и оставленные оробевшими хунзахцами, по воле Гамзата были перевезены в селение Геничутль, находившееся в трёх верстах от Хунзаха. Жена же Абу-Нуцал-Хана, по причине её беременности, была оставлена в ханском доме. Проезжая мимо неприятельского лагеря ханша Паху-Бике просила позволения переговорить с Гамзат-Беком. Тот ответил, что между ними нет ничего общего. А вскоре вступил в Хунзах и, обагрённый кровью законных ханов, принял их титул и разместился в их доме.

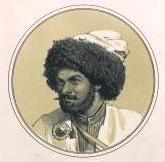
Хаджи-Мурат, 1858 год, рисунок В. Ф. Тимма в Русском художественном листке В. Тимма.

По водворении своём в Хунзахе, первым действием Гамзат-Бека стал арест Сурхай-Хана Сиухского, двоюродного брата Паху-Бике, полковника русской службы, уже управлявшего Аварским ханством с 1821 по 1828 год. Сурхай-Хан хотя и был джанка, имея мать простого происхождения, однако всё же считался двоюродным братом последнего Хана и мог принять власть в ханстве в случае смерти ближайших наследников. Права Сурхай-Хана были известны Гамзат-Беку, а потому он и поспешил захватить своего соперника. Вторая его забота состояла в том, чтобы завладеть всем имуществом аварских ханов. Сделав необходимые для этого распоряжения, Гамзат-Бек потребовал к себе ханшу Паху-Бике, вместе с её свекровью. Последнюю он поместил на хуторе аварских ханов, построенном в ущелье близ Хунзаха, а первую приказал привести к себе. Убитая потерею сыновей и ханства, она вошла твёрдым шагом в жилище, вмещавшее долгое время ханов Аварии, и без смущения поздравила Гамзата с получением нового сана. Похититель, злобно усмехнувшись, сделал знак стоявшему позади ханши гимринскому мюриду, и голова её покатилась к ногам убийцы.
Поступок этот не понравился даже ближайшим соратникам Гамзат-Бека. Чувствуя низость своего действия, противного обычаям, он извинялся тем, что, вероятно, ханша стала бы просить защиты у русских, которые не отказали бы ей в помощи. На другой день участь ханши Паху-Бике постигла и Сурхай-Хана. Участь же юного Булач-Хана, заключённого тогда в Новом-Гоцатле, не была ещё решена, и неизвестно, что Гамзат-Бек сделал бы с ним. Но жену Абу-Нунцал-Хана, ханшу Гайбат-Бике, он не осмелился лишить жизни, оттого что убивая её, убил бы вместе с нею и невинное существо; а по мусульманским законам это считается величайшим преступлением.
Хунзахцы имели много причин быть недовольными Гамзат-Беком и его приверженцами, а это обстоятельство, усилив ещё более их негодование, послужило окончательным поводом к составлению заговора против узурпатора Аварского ханства. Находившиеся в мастерской начали роптать на поведение мюридов, от которых не было им покоя, и один из них, обратясь к Осману и Хаджи-Мурату, сказал: «Султан Ахмед-Хан, покойный наш владетель, был великий человек. Он отдал сына своего Умма-Хана вашему отцу на воспитание и сравнял вас чрез то со своим родом; а между тем вы дозволили убить не только Абу-Нуцал-Хана, но и молочного брата вашего, Умма-Хана. Неудивительно после этого, что мы все поплатимся головами, если Гамзату вздумается выказать своё могущество, позабавившись нашей жизнью. Убьём Гамзата! С ним сейчас немного мюридов». Слова эти нашли отклик в сердцах ожесточённых слушателей. Молча пожали они друг другу руки и условились вновь собраться в той же мастерской вечером.
В назначенный час заговорщики тайком пробирались на встречу. Они привели с собою ещё до 18 человек надёжной родни. На этом свидании положено было привести в исполнение заговор при первой возможности, и каждый из присутствовавших поклялся на Коране хранить его в глубокой тайне.

#### Убийство Гамзат-бека
Несмотря на меры предосторожности, принятые заговорщиками, один из мюридов успел узнать о покушении на жизнь Гамзат-Бека и тотчас же сообщил ему о происходившем в мастерской, подтверждая свои слова клятвою. Однако сведения об угрожавшей опасности не устрашили узурпатора Аварского ханства, который чрезмерно доверялся своей судьбе. Выслушав мюрида, он спросил его хладнокровно: «Можешь ли ты остановить ангелов, когда они придут за моею душою? Если не можешь, то иди домой и оставь меня в покое. Что определено Богом, того не избегнешь, и если завтра назначено мне умереть, то завтрашний день и будет днём моей смерти».

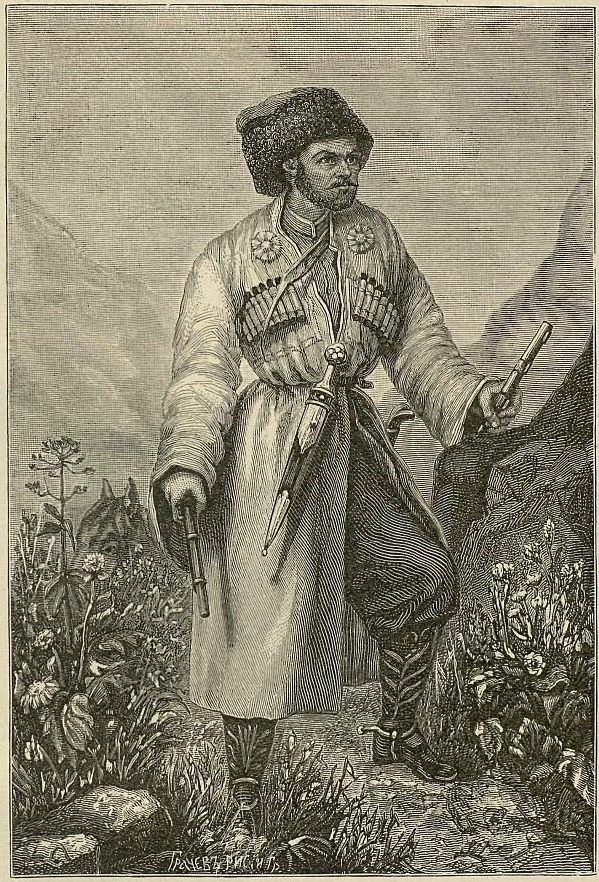
Гравюра с литографии 1851 года

19 сентября, в пятницу, был большой праздник у всех мусульман, и Гамзат-Бек, как глава духовенства в Дагестане, имел намерение идти в мечеть. Но едва наступило утро, к нему снова явился мюрид, доносивший о заговоре, и снова подтверждая клятвою свои слова, добавил, что узурпатора непременно убьют в этот день во время молитвы в храме, и что первым зачинщиком заговора был Османилязул Гаджиев, — дед Османа и Хаджи-Мурата.
Уверения доносчика поколебали уверенность Гамзат-Бека, а потому он потребовал к себе Гаджиева. Хитрый старик приблизился к нему с совершенно спокойным лицом. И пока Гамзат смотрел на него пристально, стараясь, вероятно, смутить пожилого человека, тот стал убедительно просить помочь ему в средствах для изучению сыном арабского языка. Обезоруженный безмятежным видом Гаджиева, Гамзат обещал исполнить его просьбу и снова вернулся в состояние безмятежной уверенности в собственном превосходстве. Не допуская и мысли, что участь его уже предрешена и минуты жизни сочтены, он решился непременно отправиться в мечеть, отдав только приказание, чтобы никто из жителей Хунзаха не смел туда входить в бурке, дабы можно было видеть вооружённых и отнять у них оружие.
В полдень, 19 сентября, раздался голос муллы, и толпы мусульман начали сходиться в мечеть. Вооружённый тремя пистолетами и сопровождаемый 12 мюридами, которые шли с обнажёнными шашками, Гамзат-Бек вошёл в храм пророка в окружении своих приближённых. Он готовился уже приступить к молитве, как заметив нескольких человек в бурках, остановился посреди мечети. Тогда Осман, брат Гаджи-Мурата, громко спросил собравшихся: «Что же вы не встаёте, когда великий имам пришёл с вами молиться?» Слова внука первого заговорщика не предвещали ничего доброго, а потому Гамзат-Бек начал отступать к дверям храма. Но в это время Осман выстрелил из пистолета и нанёс беку тяжёлую рану. Вслед за этим выстрелом быстро последовали другие выстрелы. Через мгновение убийца аварских ханов пал мёртвым на ковры мечети, простреленный несколькими пулями.
Телохранители Гамзат-Бека хотели отмстить за смерть своего повелителя, но успели убить только Османа. Атакованные со всех сторон ободрившимися хунзахцами, мюриды обратились в бегство. Освободясь от своих притеснителей, хунзахцы тотчас же ввели в ханский дом престарелую Ханшу Хистаман-Бике. Она, из сострадания, велела похоронить на четвёртый день валявшееся возле мечети обнажённое тело Гамзат-Бека.

### На службе у Империи

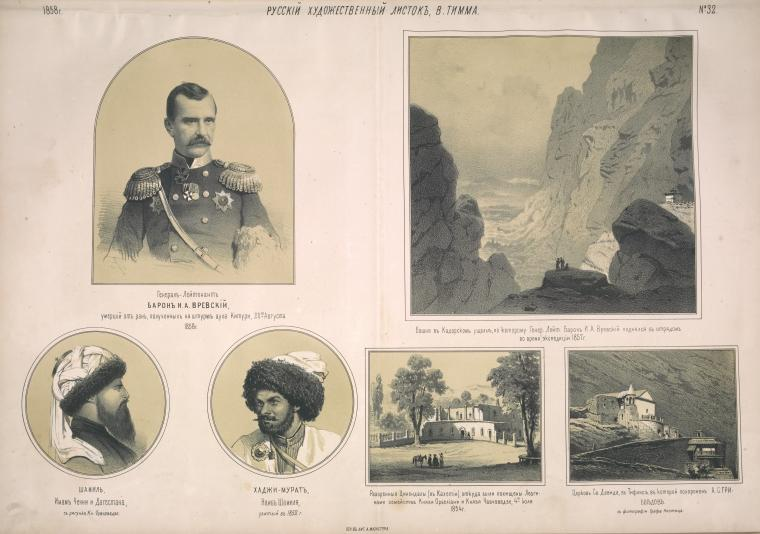
Хаджи-Мурат, в Русском художественном листке В. Тимма.

После смерти Османа, Хаджи-Мурат оказался вождём хунзахцев. В числе прочего именно он командовал осадой ханского дворца, в котором укрылись оставшиеся в живых сторонники Гамзат-бека. Хунзах на целых девять лет стал островком независимости для набиравшего силу мюридизма, а до 1836 года и одной из главных целей русского командования, которое организовало вторжение в горный Дагестан.
Истребление аварских ханов и последовавшее за этим убийство Гамзат-бека и его соратников надолго отстранило Аварское ханство от мюридистского движения. Аварское ханство тесно связало себя с русской военной администрацией и противниками мюридизма в Дагестане, а руководители мюридизма и новый имам Шамиль с ещё большей энергией стремились присоединить силой оружия Аварское ханство к своим владениям и тем самым ликвидировать главный очаг сопротивления. Эти же события, как видно, завершили раскол в верхних слоях хунзахского общества, разделивший их на сторонников и противников имама Шамиля.
Хаджи-Мурат и его сторонники твёрдо стали в ряды противников Шамиля. Во многом это было неизбежно. Близость к ханским сыновьям, смерть наследников ханства и последующая месть за них определили на этом этапе позицию Хаджи-Мурата. Слишком многих из своих родственников и друзей он потерял, защищая политический выбор Аварского ханского дома и хунзахцев. Иная его позиция была бы народу гораздо менее понятной. Хаджи-Мурат в сложившейся ситуации защищал свой дом, своё село и Аварию. И трудно было его обвинять в том, что он вначале не поднялся до целей газавата, которым руководили дагестанские имамы.
В 1834 году правителем Хунзаха был временно назначен Аслан-хан Казикумухский. Мать Аслан-хана, Аймесей, была сестрой Умма-хана Аварского. При этом Аслан-хан оставался правителем Гази-Кумуха и Кураха, вплоть до своей смерти (1836 год), и имел обязательства в случае необходимости снабжать русскую армию продовольствием.
С убийством Гамзат-бека Аварское ханство на время стало фактически полностью независимой территорией. Назначенным российскими властями ханом Аварии до совершеннолетия законному наследнику Султан-Ахмед-хану, а затем Мухаммед-Мирза-хану Казикумухскому так и не удалось даже побывать в своих новых владениях, а Ахмед-хану Мехтулинскому, следующему правителю Аварии (после занятия Хунзаха войсками генерала Реута в июле 1836 года), было трудно соперничать с огромным влиянием и популярностью молодого Хаджи-Мурата, который к тому же оказался назначен генералом Клюгенау управляющим Аварии.
С назначением Ахмед-хана временным правителем Аваристана между ним и Хаджи-Муратом, как отмечает исследователь М. Гаммер, «сложились отношения соперничества, которые переросли во вражду». В 1840 году доносы и наговоры Ахмед-хана привели к аресту Хаджи-Мурата по обвинению в ведении тайных переговоров с Шамилем, а также разрушению его дома, разграблению имущества и скота. Было приказано сослать его в Темир-Хан-Шуру, но он по пути сумел бежать, совершив рискованный прыжок со скалы, по краю которой пролегала тропинка. Он смог утащить за собой двоих конвоиров, на которых и приземлился, сломав при падении только одну ногу.

### На стороне Имамата

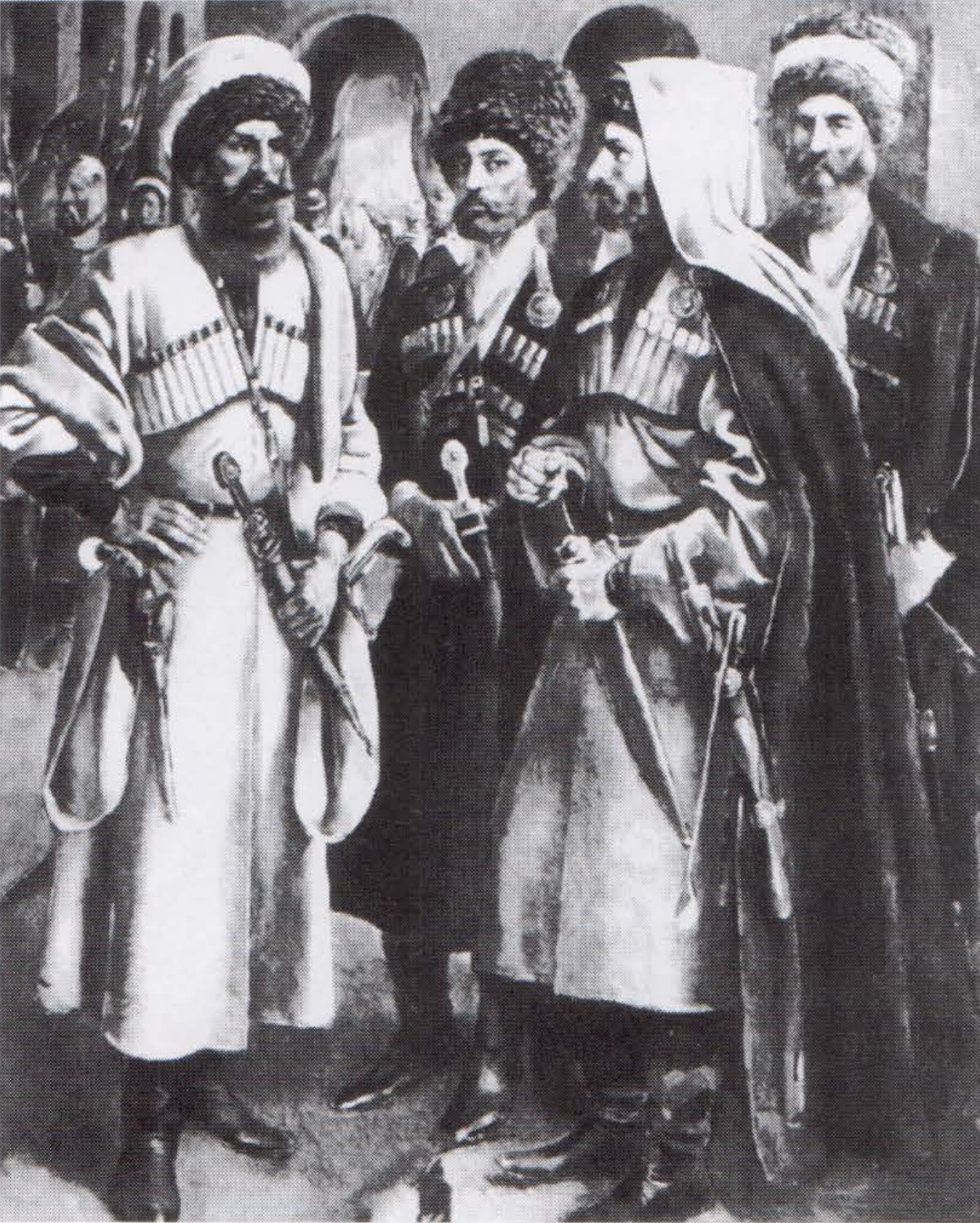
Картина Х.-Б. Мусаясула. «Шамиль и наибы Даниял-бек Илисуйский, Хаджи-Мурат Хунзахский, Шуаиб-Мулла Цонтороевский». (1912)

В 1840 году Хаджи-Мурат перешёл на сторону Шамиля, с этого времени началась его служба имаму Шамилю, который назначил нового союзника его наибом всех аварских селений. В течение 10 лет Хаджи-Мурат был правой рукой имама. В эти годы он организовал немало ошеломляющих набегов, сделавших его имя легендарным. Туда, где мог объявиться «призрачный», как называли Хаджи-Мурата, русское командование направляло лучшие отряды из элитных воинских частей. Свои набеги Хаджи-Мурат проводил не только ради добычи, но и как карательные акции, ради мести. При этом часть добычи неизменно выделялась сиротам и вдовам. Хаджи-Мурат стал одним из самых знаменитых горских воинов. Его храбростью восхищались как в Дагестане, так и в Чечне. А слава его подвигов облетела весь Кавказ и Россию.
Когда Хаджи-Мурат приехал в Дарго, Шамиль не совсем поверил ему. Имам назначил его наибом селения Тлох, которое никому не подчинялось: ни власти Шамиля, ни Российской империи. Жители Тлоха, а затем и жители других окрестных хиндаляльских селений, а также село Цельмес (к юго-западу от Амишта) добровольно подчинились Хаджи-Мурату. Вскоре он со своими сподвижниками перебрался в село Цельмес. Однако Ахмед-хан и там продолжал преследовать Хаджи-Мурата. Он подарил своего жеребца Гасану, жителю села Мушули, и отправил его в Цельмес с поручением убить Хаджи-Мурата, но в итоге получилось наоборот.
С ноября 1840 года Хаджи-Мурат становится ближайшим сподвижником Шамиля. Именно в этот период взошла его звезда и он стал одним из ключевых героев Кавказской войны, блестящим наследником дерзких деяний своих предшественников — земляков Хириясул Алибека и Ахбердил Мухаммеда. С переходом Хаджи-Мурата на сторону мюридов к ним перешла большая часть общин, расположенных по верховьям Аварского Койсу. И в результате русские власти на многие годы потеряли своё влияние в Дагестане. Начиналась «блистательная эпоха» Шамиля, период его самых больших успехов. И в этом была огромная заслуга «обоюдоострой шпаги» (М. Воронцов) Хаджи-Мурата, полководческого дара наиба, который всё время находился в гуще военных действий. Хаджи-Мурат совершил немало удачных и просто невероятных операций. Бесстрашие его «было поразительно даже на Кавказе» (А. Зиссерман). Одним из самых дерзких нападений лихого наиба был набег в Дешлагар для угона из русского гарнизона табуна лошадей. Благодаря умелой тактике и стремительности, эту рискованную операцию Хаджи-Мурат провёл молниеносно и без единой жертвы. Здесь он впервые перед походом приказал подковать лошадей наоборот, чтобы обмануть преследователей.

«…Хаджи Мурад был одним из гениальнейших, конечно, в своём роде, самородков. Сказать, что это был храбрец и удалец из самых храбрейших и удалых горцев, — значит ещё ничего не сказать для его характеристики: бесстрашие Хаджи Мурада было поразительно даже на Кавказе… Он был необыкновенный вождь кавалерии, находчивый, предупредительный, решительный в атаке, неуловимый в отступлении… Бывали моменты, когда этот витязь держал как на сковороде столь умных полководцев, какими были князь Аргутинский-Долгоруков и князь М. С. Воронцов… Перенеси этого гениального дикаря, каков он был — в армию французов, либо ещё лучше — в армию Мольтке, в какую хотите европейскую армию, всюду Хаджи Мурад явился бы лихим и лучшим командиром кавалерии».— Из записок А. Зиссермана. 1881 год
.
В 1841 году в битве при Цельмесе аварские войска во главе с Хаджи-Муратом и Шамилем нанесли поражение русским войскам. В 1842 году Хаджи-Мурат вместе с Шамилем и Ахбердил Мухаммедом занял Гази-Кумух чем спровоцировал открытое восстание лакцев и увеличение численности войск с 5 до 15 тысяч за счёт местных мужчин. в том же походе участвовал в сражении у лакского аула Кули против Аргутинского и Даниял-Бека. По одним данным Хаджи-Мурат участвовал в сражении при ауле Дарго, которое продолжалось с 31 мая по 21 июля 1845 года, по другим данным бился с врагами при Рикуони, в июне того же года, и потерпел поражение, отступив в горы. Считается также, что Хаджи-Мурат участвовал в Шамилевском походе на Ахты в 1848 году.
Легендарный Хаджи-Мурат, «самый предприимчивый и влиятельный сподвижник Шамиля» (М. С. Воронцов), был «ярким явлением в плеяде героев Кавказа» (Л. Бланч). К данному высказыванию можно добавить, что он являлся и самой трагической фигурой среди наибов Шамиля. Причиной этого в немалой степени была слава Хаджи-Мурата, которая, как верно заметил историк М. А. Аммаев, «постепенно стала опережать его самого. Если Шамиль был знаменем борьбы, то Хаджи-Мурат становился её душою. Его имя вдохновляло соратников, с ним связывали успех и удачу, его боялись враги».
В конце марта 1849 года Аргутинский вернулся в свою главную резиденцию Темир-Хан-Шуру, чтобы отдохнуть и залечить рану, полученную под Салта. Он был человек немногословный, но среди веселья по случаю успешного завершения военной кампании несколько расслабился и дал волю чувствам. Награждая своих героев, он позволил себе нелестно отозваться о шамилёвских наибах, а Хаджи-Мурада и вовсе выставил трусом. Мнение Аргутинского очень скоро сделалось известным гордому наибу. Хаджи-Мурад подозревал, что мнение генерала разделяют и многие горцы, считая его виновным за ахтынский неуспех, и решил на деле показать кто есть кто. В ночь на 14 апреля Хаджи-Мурад с пятью сотнями отборных удальцов появился у стен Темир-Хан-Шуры. Следуя своей излюбленной тактике, Хаджи-Мурад оставил половину отряда в засаде, а остальные начали осторожно подбираться к крепости. Их заметили дозорные, но успели сделать лишь несколько выстрелов, как были смяты нахлынувшей волной горцев. Оказавшись в городе, мюриды обнаружили, что их проводник из местных исчез. Они не знали Шуру и действовали наугад. Завидев большой дом с освещёнными окнами, они бросились туда, полагая, что это дворец самого Аргутинского, и рассчитывая захватить если не его самого, то хотя бы генерала Орбелиани с полковой казной и знамёнами. Они ворвались в здание и тогда только поняли, что ошиблись — это был полковой госпиталь. Больные солдаты заперлись в столовой и подняли тревогу, стуча кастрюлями и разбивая окна. Шура была разбужена криками и загрохотавшими в ночи сигнальными барабанами. В суматохе солдаты принимали за горцев своих же кавалеристов, те бросались на солдат, началась беспорядочная пальба, и никто не мог отыскать самих налётчиков. Не найдя заносчивого генерала, Хаджи-Мурад исчез так же внезапно, как и появился, успев лишь разорить по пути армянские лавки. Дерзкий набег Хаджи-Мурада внушил всем, что на Кавказе нет безопасных мест и что каждое необдуманное слово по-прежнему отражается в блеске кинжала и имеет вес пули. Но ещё больше шуму смелое предприятие Хаджи-Мурада наделало в столице. Император, увидевший дела в Дагестане в совершенно ином свете, чем это следовало из рапортов наместника, был весьма обеспокоен за судьбу своих завоеваний на Кавказе. Воронцов оправдывался, как мог, ссылался на неизбежные в войнах неожиданности, обещал отбить у горцев охоту к подобным вылазкам, но совершенно успокоить императора так и не сумел.
Осенью 1850 году на Кавказ приехал наследник престола Александр Николаевич. Неуловимый Хаджи-Мурат, неожиданно появившись на Нухинском почтовом тракте, захватил почту и угнал лошадей. В этом набеге он чуть было не взял в плен наследника российской короны Александра. И таких отчаянных набегов лихой Хаджи-Мурат совершил немало. Уходящего от преследователей Хаджи-Мурата в народных песнях характеризуют так: «с волчьей походкой, с бегом зверя» (авар. бацӏилаб хъамигун, хъурмил гьелигун).
Отвага, решительность Хаджи-Мурата, его военный талант вызывали восхищение, признание не только горцев, но и врагов. Вот как характеризует его военный знаток Окольничий: «То был искусный партизан <…>. Для него ничего не стоило с четырьмя-пятьюстами конных появиться в тылу войск, далеко в глубине занятого нами края, перейти сегодня семьдесят, завтра сто вёрст, отвлечь фальшивой тревогой войска совершенно в другую сторону и, пользуясь всеобщей суматохой, ускользнуть безнаказанно».
П. А. Павленко, автор книги «Шамиль», даёт верную и точную характеристику Хаджи-Мурату: «Рождённый для войны, Хаджи-Мурат только в ней, как в единственной цели жизни, видел своё героическое призвание. Мир был для него лишь единственным отдыхом после законченной и ещё не начатой операции. И в этом — жизнь».
У прославленного наиба, как и у всех исключительных личностей, были недоброжелатели, завистники и среди наибов Шамиля, и среди перебежчиков на сторону империи. И те и другие «с хитростью и коварством лисы» (Л. Бланч) клеветали на него, пытаясь подорвать доверие к нему как Шамиля, так и царского командования. И в этом они преуспели.
В 1844 году Хаджи-Мурад приехал в Хунзах с 30-ю мюридами, в числе коих находился и сиухский Патаали — Сурхай-хан-оглы, и по приезде остановился в ханском доме.

### Уход от имама
Интриги завистников сыграли существенную роль в разладе между Шамилем и Хаджи-Муратом. При этом в воспоминаниях очевидцев, например, Абдурахима, сына Джамалутдина и зятя Шамиля, а также в отдельных преданиях выдвигаются не всегда достоверные версии. Так, по воспоминаниям Абдурахима, заявление Хаджи-Мурата, что «имамом будет тот, у кого шашка острее», было сделано в кругу двух лиц: Ахбердил Мухаммеда и Газиява Андийского. Это стало известно Шамилю, и Хаджи-Мурат с тех пор якобы держал их на подозрении. Ахбердил Мухаммед погиб у аула Шатиль в 1843 году. Приведённое заявление было сделано Хаджи-Муратом в 1847 году, следовательно, Ахвердил Мухаммед не мог быть причастен к изложенной выше ситуации. Согласно другой версии, известное заявление Хаджи-Мурата было якобы высказано после андийского съезда в Дарго в 1847 году в присутствии товарищей, среди которых был Инквачилав-Дибир, который якобы и передал этот разговор имаму. По воспоминаниям потомков наиба, преданиям о нём аварцев, Инквачилав-Дибир предстаёт как человек учёный, рассудительный, мудрый, благородный. Кроме того, Шамиль освободил Хаджи-Мурата от наибства не после андийского съезда, а спустя четыре года (после его неудачного похода в Табасаран в июле 1851 года).

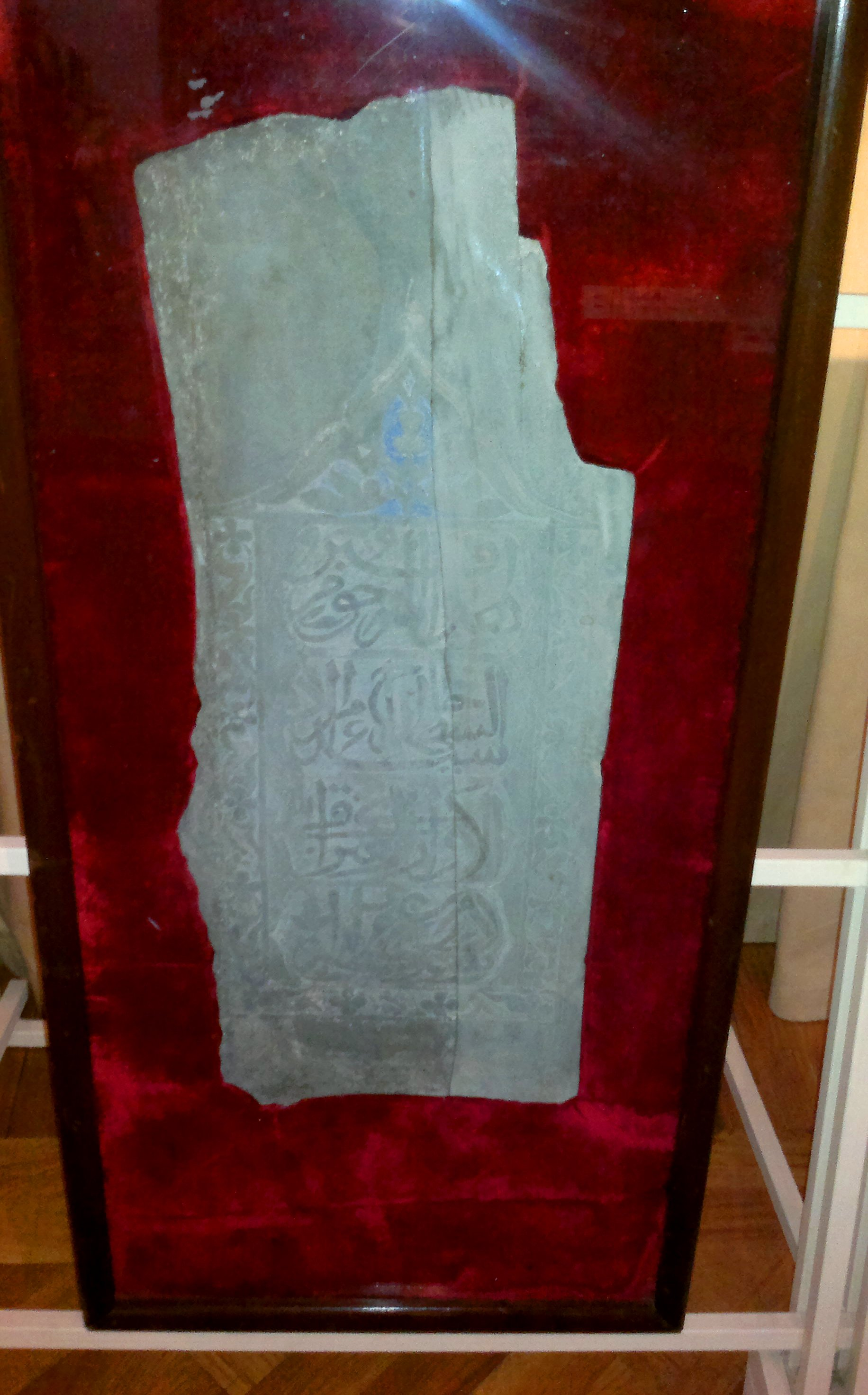
Надгробная плита, доставленная из леса Дашкенд Гахского района Азербайджана, сделанная из местного речного камня и с арабской надписью в стиле сулюс: «Эта могила покойного главы шахидов Авара Газаги Гаджи Мурада 1268 (1852)». Музей истории Азербайджана, Баку

После похода Хаджи-Мурата в Хайдак и Табасаран отношения между Шамилем и Хаджи-Муратом обострились. Имам сместил его с должности наиба, а также велел сдать военную добычу. Следующую трактовку провала этого похода Хаджи-Мурата, даёт М. А. Аммаев: «Что же касается неудачного рейда Хаджи-Мурата в Хайдак и Табасаран, он, на наш взгляд, был заранее обречён. Ни Омар Салтинский, с гораздо большими силами до этого, ни Бук-Мухаммед в последующем не смогли поднять край на восстание против русских. Сочувствие движению ещё не означало готовности нести все тяжести борьбы в крае, в непосредственной близости от крупных баз регулярных войск. Пятьсот всадников Хаджи-Мурата тем более не могли выполнить эту миссию. Это был скорее повод к обвинению Хаджи-Мурата в провале, к попытке его ареста, о чём говорило столкновение его и посланного для ареста отряда при Батлаиче, на Хунзахском плато. Хаджи-Мурату предстояло сделать тяжёлый выбор, и он был сделан — теперь уже на стороне русских войск против имама». Согласно М. А. Аммаеву, «слава и всё растущая популярность Хаджи-Мурата становились опасными не только для противника, но и династических намерений самого Шамиля, в чьём окружении также появились тайные враги и завистники знаменитого наиба». Последующее развитие событий (когда Хаджи-Мурату дают знать, что его хотят убить) способствовало принятию им решения 23 ноября 1851 года перейти на сторону Российской империи вместе с четырьмя преданными ему мюридами.
Есть версия, что на самом деле не было никакой ссоры и уж тем более предательства, это был план Хаджи-Мурата, принятый Шамилем, с целью разведки и получения информации в тылу врага.
В 1851 году Хаджи-Мурат ушёл от имама Шамиля в Батлаич. Причиной этому послужила ссора и взятие затем в плен его жены и детей. Многие историки считают, что Хаджи-Мурат даже выступал против Шамиля. Между тем царское правительство предполагало воспользоваться популярностью Хаджи-Мурата среди горцев для привлечения их на свою сторону. Из письма Воронцова князю Чернышёву от 20 декабря 1851 года:

«В моём последнем письме я извещал вас о прибытии сюда Хаджи-Мурата; он приехал в Тифлис 8-го; на следующий день я познакомился с ним и дней 8 или 9 я говорил с ним и обдумывал, что он может сделать для нас впоследствии, а особенно, что нам делать с ним теперь, так очень сильно заботится о судьбе своего семейства и говорит со всеми знаками полной откровенности, что, пока его семейство в руках Шамиля, он парализован и не в силах услужить нам и доказать свою благодарность за ласковый приём и прощение, которое ему оказали».
За развитием событий с большим интересом наблюдал через своих лазутчиков Аргутинский. И как только Шамиль, считая дело решённым, вернулся в Ведено, генерал поспешил направить Хаджи-Мураду письмо. Генерал обещал забыть старые обиды и поддержать храбреца, если тот надумает выступить против Шамиля. Если же Хаджи-Мурад решит просто уйти от имама, то Аргутинский готов был принять его со всем семейством как значительного человека и героя. Хаджи-Мурад ответил чересчур участливому генералу: «Хотя сила у меня малая, между мной и Шамилем произойдёт то, что суждено Аллахом. Твоей помощи мне не нужно». Но оставаться в полной власти Шамиля, окружённым мюридами и лазутчиками имама, бывший наиб тоже не желал. Он решил переселиться в известный своей независимостью чеченский аул Гехи, откуда была родом жена Хаджи-Мурада. Шамиль ответил отказом. Всё, что было позволено Хаджи-Мураду, — это оставить Батлаич и поселиться в родном селе Цельмес, тоже невдалеке от Хунзаха. Здесь жило и его семейство — жена Сану, двое сыновей, четыре дочери и престарелая мать.
Осенью 1851 года Шамиль созвал в чеченском ауле Автуры Государственный совет Имамата, на котором предполагалось положить конец разногласиям и обсудить дальнейшие действия. Пригласили туда и Хаджи-Мурада, чтобы решить его дело высшим судом. По пути в Автуры Хаджи-Мураду сообщили, что Шамиль будто бы собирается казнить его как изменника. Приняв группировку Хаджи-Мурада за очередной набег, солдаты гарнизона крепости Воздвиженской открыли огонь. Хаджи-мурат заявил о желании переговорить с начальством. Командир Куринского егерского полка флигель-адъютант полковник Семён Воронцов поначалу не поверил в такую удачу. Но вскоре сын кавказского наместника самолично, во главе сильного отряда, отправился навстречу знаменитому воину. Убедившись, что перед ним действительно знаменитый Хаджи-Мурад, князь Воронцов препроводил необыкновенного перебежчика в крепость. Воодушевлённый экстраординарным событием, главнокомандующий М.Воронцов поспешил обрадовать своего государя. Это было неслыханной удачей — заполучить самого Хаджи-Мурада, чьё имя повергало в трепет Кавказ и который считался «половиной Шамиля». Император не разделял упований Воронцова, но согласился оставить Хаджи-Мурада под личную ответственность наместника. В генеральном штабе опасались, что хитроумный Хаджи-Мурад вышел по тайному соглашению с Шамилем, что цель его — высмотреть силы и средства Воронцова, дороги и крепостные сооружения, чтобы затем устроить опасный сюрприз и вновь соединиться с имамом. Беспокойства властей имели все основания. Ещё слишком свежи были в памяти кавказских командиров нечеловеческая энергия и молниеносная быстрота этого горца, совладать с которым пока никто не сумел.
Но надеть на Хаджи-Мурада кандалы тоже не решались, чтобы не произвести превратного впечатления на горцев, которые могли пожелать последовать примеру своего героя. На счастье воздвиженцев, прибыл адъютант М.Воронцова с приказом немедленно доставить Хаджи-Мурада в Тифлис «не так, как пленника, а как человека знаменитого, со всею подобающей честью». Хаджи-Мурад неузнаваемо переменился. Он истощал себя постом, беспрерывно молился, отказывался кого-либо принимать, если визиты не были сопряжены с его заветной целью. В редкие выезды из дома его сопровождал казачий конвой. Обычно он направлялся в мечеть, где страстно молился и снабжал деньгами содержавшихся в Тифлисе пленных горцев, а затем делал визиты к Воронцову, чтобы справиться, нет ли вестей о семье. Тягостное ожидание в Тифлисе наконец сделалось для него невыносимым. Хаджи-Мурад добился разрешения поехать в крепость Грозную, чтобы попытаться самому организовать вызволение семейства. Напрасно взволновав местное население и доставив начальству массу хлопот, Хаджи-Мурад вынужден был вернуться в Тифлис. Воронцов решил до поры удалить Хаджимурата из Тифлиса. Местожительством ему была назначена Шеки в одноимённом уезде за Лезгинской кордонной линией.
В апреле 1852 года Хаджи-Мурад прибыл в Нуху в сопровождении сильного конвоя и под надзором капитана Бучкиева. Начальник Нухинского уезда подполковник Карганов старался развлечь Хаджи-Мурада, обещая скорые перемены в его деле. А пока разрешал ему ездить по Нухе и окрестностям в сопровождении своих нукеров и небольшого конвоя. Несколько раз они вместе отправлялись на охоту, где Хаджи-Мурад вновь превращался в лихого наездника и меткого стрелка. Карганов подозревал, что от Хаджи-Мурада можно ожидать всякого. Что если не удастся выручить его семью, то он попробует сделать это сам или даже перейдёт обратно к Шамилю, учинив в Нухе шумное происшествие в надежде на примирение с имамом. Вместе с тем Карганов полагал достаточным выставлять секретные караулы и полагался на самих нухинцев, которые помнили недавний набег Хаджи-Мурада и готовы были при случае ему отомстить.
Деятельный Хаджи-Мурат, оказавшись в чуждой для него обстановке, переживал о семье, о которой у него не было вестей, рвался назад в горы. Жизнь, власть ничего не значили для него без горячо любимой семьи, и он принимает решение вновь бежать в горы. Князь М. С. Воронцов, тесно общавшийся с Хаджи-Муратом во время пребывания его у русских, в письме к князю А. И. Барятинскому писал:

«…Я остаюсь уверенным, что только одна невозможность освобождения его семейства и то ложное положение, в которое он был у нас поставлен, вынудили его на роковой для него поступок».
Во время одной из загородных прогулок случилось то, чего многие и ожидали. В тот день, после очередной бессонной ночи, Хаджи-Мурад был не в духе. Не отвечая на расспросы, он отказался от завтрака и начал седлать своего коня. Конвойные решили, что он, по своему обыкновению, собирается за город на прогулку. Отъехав версты две, Хаджи-Мурад спешился у родника, чтобы совершить омовение и помолиться со своими нукерами. Закончив намаз, он вскочил на коня и вдруг спросил начальника конвоя, мусульманина: почему тот не молился вместе с ними? Урядник не нашёлся что ответить и попробовал отшутиться. Хаджи-Мурад переменился в лице, и глаза его вспыхнули тем особенным огнём, наводившим ужас на его врагов. «Не грех убить такого неверного, как ты!» — крикнул Хаджи-Мурад и выстрелил в него из пистолета. Урядник упал замертво. Другой конвойный был убит нукером Хаджи-Мурада. Затем, не дав опомниться остальным конвойным, горцы пустили коней в галоп. Казаки бросились следом, но беглецы, отстреливаясь, оторвались уже далеко и во весь опор мчались в горы. Когда о бегстве Хаджи-Мурада стало известно в Нухе, растерянный Бучкиев помчался в Тифлис, а Карганов спешно организовал погоню. На поимку беглецов были брошены все силы, по уезду разосланы тревожные караулы, а из окрестных владений была мобилизована милиция.

### Смерть
Видя подозрительное отношение русских к себе, Хаджи-Мурат сделал попытку уйти в горы и погиб в стычке с превосходящими силами казаков и горской милиции в районе села Онджалы (в настоящее время Гахский район, Азербайджан). Хаджи-Мурат вместе с четырьмя сподвижниками (трое аварцев и один чеченец) сражались с тремя сотнями противников, окопавшись в небольшой яме. По сообщению Василия Потто:

Мюриды его зарезали своих лошадей и держались до тех пор, пока не расстреляли всех своих патронов. Тогда, с обнажённою головою, без шапки, Гаджи-Мурат, как тигр, выскочил из своей засады и, с шашкою в руке, один врезался в густые толпы милиционеров. Он был изрублен на месте; с ним пали двое мюридов, а остальные два, израненные, были взяты в плен и, впоследствии, преданы военному суду. С нашей стороны было убито два и ранено девять милиционеров.
Согласно описанию Льва Толстого, взятого им, вероятно, из горского фольклора, Хаджи-Мурат умер, обняв дерево.

«…Хаджи Мурад, действительно, был замечательный человек, смелости, можно сказать, безумной, не знающий страха, вместе с тем имевший много природной хитрости, совершенное знание Дагестана… Этот неустрашимый человек был обоюдоострой шпагой, которая могла бы сделаться затруднительною для нас… Хаджи Мурад умер отчаянным храбрецом, каковым и жил; оставив своих лошадей, он спрятался в какую-то яму, которую укреплял с товарищами, копая землю руками, он отвечал ругательствами на предложение сдаться; на его глазах умерли двое его товарищей, и он сам, раненный четырьмя пулями, слабый и истекающий кровью, в отчаянии бросился на атакующих, и тут-то его покончили!» (Из записок князя М. С. Воронцова, 1852 г.)
Так трагически закончилась жизнь легендарного Хаджи-Мурата, бесстрашие которого было поразительно даже на Кавказе. Олицетворением беспредельного героизма, воинственности, свободолюбия горских народов выступает, по преданиям, эпохальная личность Хаджи-Мурата, «и воина, и вождя по призванию», оставившего неизгладимый след в истории Кавказской войны.

## Судьба останков
Голова Хаджи-Мурата после его смерти была отсечена неизвестным. Возможно это сделал Хаджи-Ага, который стал править в Илису после Даниял-бека. Голову переслали в Петербург, где череп хранился в Военно-медицинской академии. Затем в 1959 году он был передан в коллекцию черепов Музея антропологии и этнографии (бывшую Кунсткамеру). В 1994 году он находился там. В 2000-х годах распространилась легенда о пребывании головы в Государственном музее истории религии Санкт-Петербурга, что не соответствует действительности.
На протяжении многих лет обсуждалось захоронение черепа Хаджи-Мурата в его могиле в Азербайджане: для облегчения этого череп был исключён из музейного фонда Российской Федерации. Тем не менее, из-за разногласия родственников передача головы из Кунсткамеры на начало 2018 года не была осуществлена. В январе 2019 года сообщалось о планах по возвращению головы Хаджи-Мурата в Дагестан и её захоронении: с обращением по этому поводу выступил лидер «Справедливой России», депутат Госдумы Сергей Миронов. В конце мая того же года появилась новость о том, что 2 июня останки Хаджи-Мурата будут перенесены из Гахского района Азербайджана и перезахоронены в его родном селе Хунзахе. При этом администрация Хунзахского района официально заявила, что данная информация не соответствует действительности. Тем не менее, захоронение предполагаемых останков Хаджи-Мурата состоялось в Хунзахе 2 июня без уведомления органов власти и без доказательств того, что останки действительно принадлежат Хаджи-Мурату и были эксгумированы в Азербайджане.

## Память
Могила Хаджи-Мурата стала зияратом — почитаемым местом.
В ноябре 2015 года в Московском доме национальностей прошли мероприятия, посвящённые 200-летию со дня рождения Хаджи-Мурата, в том числе презентация книги Рудольфа Иванова «Правда о Хаджи-Мурате» и документального фильма. В конце августа 2016 года 200-летие наиба отметили на его родине, в Хунзахском районе Дагестана.
В декабре 2014 года по инициативе Шамиля Мухумаева и при спонсорской поддержке мецената Зубаира Мухумаева в селе Хунзах построили сквер имени Хаджи-Мурата.

## В фольклоре
Об отчаянной храбрости, безудержной отваге Хаджи-Мурата ходили легенды ещё при его жизни. По преданию «Секрет мужества», слава о мужестве Хаджи-Мурата заставила прославленного предводителя чеченцев явиться в Хунзах. Он заявил Хаджи-Мурату: «Я готов драться с тобой хоть на саблях, хоть на кулаках». Хаджи-Мурат на это сказал: «Не горячись, друг мой, у нас нет кровников, нет оскорблённой родственницы, нет и имущества, чтобы делить. Зачем нам драться на мечах: либо я убью тебя, либо ты меня. Коль ты такой мужественный человек и хочешь проверить мою доблесть, давай по нашему обычаю, засунув друг другу пальцы в рот, кусать их. Кто первый вскрикнет, тот и проиграет». Гость проиграл спор. В аналогичном предании граф Воронцов, не выдержав, первый вскрикнул. Отпустив его палец, Хаджи-Мурат сказал: «И мне было больно, казалось, вот-вот вскрикну, но я нашёл в себе силы и не издал ещё две-три секунды ни звука. В подобном заключается секрет мужества».
По аварскому преданию «Испытание Хаджи-Мурата», тифлисский генерал по-всякому проверял силу и доблесть отважного наиба. «Как-то генерал с наибом любовались конями, которые паслись на большой поляне, возвышающейся над скалистой пропастью. Уверенный в том, что Хаджи-Мурат погибнет, генерал предложил ему приручить необъезженного скакуна. Хаджи-Мурат ловко вскочил на коня, который понёсся, как выпущенная пуля. Но, доскакав до края пропасти, наиб почувствовал, что не сумеет повернуть его назад. Тогда он прощально провёл рукой по спине коня, а сам соскочил с него и остался жив».
В даргинском предании «Спор офицеров» сам Хаджи-Мурат испытывает свою судьбу. Как-то офицеры поспорили, одни утверждали, что судьба, рок, предопределение существуют, другие, в их числе генерал, возражали им. Очевидец этой полемики Хаджи-Мурат, предпочитавший действия бесплодным рассуждениям, вытащил свой серебряный пистолет, поднёс к своему виску и нажал на спусковой крючок. Выстрела не последовало. С тем же револьвером в руках, подняв коня на дыбы, он бросился в бурную реку. Все считали, что он погибнет. Однако Хаджи-Мурат с конём сумел выбраться на берег реки. Всё ещё держа в руке пистолет, он подъехал к свите генерала и, направив оружие в другую сторону, нажал на спусковой крючок — раздался выстрел. После этого Хаджи Мурат спросил у генерала: «Как, генерал, есть судьба или нет?».
В дагестанской народной исторической прозе мотив поиска более сильного противника приобретает своеобразную местную интерпретацию, определённую художественную условность, при которой поединок героев, характерный для предшествующей традиции, заменён горским устоявшимся обычаем, определяющим сильнейшего. В итоге намеченный конфликт между героями не получает дальнейшего развития.
В лакском предании «Шамиль и Хаджи-Мурат» народные критерии мужества героев находят иную форму решения. Герои спрашивают друг у друга, какой самый значительный подвиг каждый из них совершил. Шамиль сказал, что наиболее запоминающейся для него была героическая защита села Гимры в октябре 1832 году. В ответ Хаджи-Мурат поведал о подвиге, который запечатлелся в его памяти. Однажды он шёл по лесу. Кругом было тихо, безлюдно. Вдруг он наступил на что-то мягкое, и оно вскрикнуло. Он придавил его ногой, чтобы не убежало. Затем, не глядя, взял в руки — оказалось, что это был заяц.
Согласно преданию «Пуля Хаджи-Мурата не знает», бесстрашный наиб иначе повёл себя в минуту опасности. В одном из боёв он, услышав свист, пригнулся в седле. Один из приближённых заметил: «Как же это храбрый Хаджи-Мурат мог показать такую слабость?» На что наиб ответил: «Пуля Хаджи-Мурата не знает» (то есть пуля не отличает храбреца от труса). В настоящее время это выражение бытует как поговорка. При всём неприятии горцами малодушия и проповеди культа героизма смелость в народном представлении не мыслилась без сочетания её с такими качествами, как осторожность, предусмотрительность. Недаром Хаджи-Мурату приписывают и другое выражение: «Нет такого молодца, которому неведомо чувство страха. Тот истинный храбрец, кто умеет пересилить страх».
Органическое сочетание мифологических мотивов и реалистических описаний отличает кубачинское предание «Шашка Хаджи-Мурата». Как известно, одним из характерных средств раскрытия образа героя-богатыря служат его воинские атрибуты. К таковым, как правило, в преданиях относится культовое богатырское оружие (топор, палица, булава, меч и т. д.), которое выступает в качестве сакрального атрибута героя. По даргинскому преданию, подобным оружием — саблей, изготовленной искусным кубачинским мастером Алтунчи, обладал Хаджи-Мурат. На этой сабле арабской вязью были выгравированы слова: «Не вынимай из ножен без нужды». Сабля эта была наделена необычными свойствами: ночью она излучала свет, подобно светильнику. Блеск её освещал тёмную ночь. Когда саблю вынимали из ножны, она раздваивалась. Естественно, владеть таким оружием мог только необыкновенный герой. Существует и другой вариант этого предания. Рассказывают, что один кубачинец выковал меч из стали мастера Базалая, с разветвляющимися клинками, ударом которых можно было разрубить скалу. Этот необычный меч кубачинцы подарили Хаджи-Мурату с магическим заклинанием: «Сто пуль, которые в тебя попадут и сто кинжальных ран пусть не принесут тебе смерть». По верованию кубачинцев, Хаджи-Мурат был неуязвим, пока он владел этим магическим мечом.
В позднейших представлениях горцев образ Хаджи-Мурата сакрализируется. Так, по табасаранскому преданию «Склон Хаджи-Мурата», «недалеко от сел. Хурик на альпийских лугах находится местность „Склон Хаджи-Мурата“ („Гьяжимуртӏлик“), где остановился приехавший в Табасаран отряд Хаджи-Мурата. Происходило это в жаркое летнее время, горцы изнывали от зноя. Вдруг на небе появилось большое облако, напоминающее шатёр, и благодаря этому отряд Хаджи-Мурата оказался в тени. Когда Хаджи-Мурат и его сподвижники тронулись в путь, то и облако последовало за ними». Здесь Хаджи-Мурат и его сподвижники, приехавшие в Табасаран, изображаются как благочестивые поборники мусульманской веры. Этим и объясняется, что Аллах, благосклонный к их деяниям, облегчал им длительное путешествие в жаркое время, послав тучи и облака. Аналогичный мотив встречается и в других народных произведениях, а также в коранических сказаниях. «По просьбе Мусы Аллах закрыл их тучей от жары».

## В литературе, театре и кино
- «Хаджи-Мурат» — оперетта, поставленная в Петербургском Малом театре в 1887 году и имевшая успех у публики[60].
- «Хаджи-Мурат» — повесть Льва Толстого, написанная в конце 1890-х — начале 1900-х годов и опубликованная в 1912 году, после смерти писателя.
- «Белый дьявол» — художественный фильм (1930; Германия) о Хаджи-Мурате.
- «Хаджи-Мурат — Белый Дьявол» — художественный фильм (1959; Италия, Югославия) о Хаджи-Мурате.
- Haci Murat geliyor — художественный фильм (1968; Турция) о Хаджи-Мурате.
- Неначатый фильм Георгия Данелии. Сценарий был написан в соавторстве с Расулом Гамзатовым и Владимиром Огневым, но в итоге Госкино СССР закрыло проект.
- Хаджи-Мурат / Kahdzhi Murat, Грузия, 1996, режиссёр Георгий Шенгелия.
- В апреле 2021 года голливудская кинокомпания Alcon Entertainment признала «Лучшей идеей» сценарий к фильму Хаджи-Мурат, автором которого является односельчанин героя Шамиль Мухумаев[61].

В поэме «Возвращение Хаджи-Мурата», великого дагестанского поэта XX века, Расула Гамзатова, неприкаянный наиб Хаджи-Мурат слышит голоса матери, сына, покинутых им, и видит сквозь могильный холм, что «в огне пожаров весь Дагестан». И тогда он произносит:
Пусть кровь на землю моя прольётся,

Я всё же рад:

Хотя бы имя домой вернётся -

Хаджи-Мурат!

## Семья
Отец — Гитино-Магомед. Мать — Залму. Жёны Хаджи-Мурата: первая жена — Дарижа (пленная грузинка), от неё сын Гулла. Вторая жена — Сану (чеченка), от неё сын Хаджи-Мурат. Сану умерла в возрасте 70 лет и похоронена на кладбище аула Тлох.